# Zidul lui Hadrian
Zidul lui Hadrian (în latină Vallum Aelium, în engleză Hadrian's Wall; numit și Limesul lui Hadrian) a fost o fortificație construită în anii 120-128 d.Hr. sau 120-130,  în Anglia romană, la ordinele împăratului roman Hadrian.

## Descriere
Făcea parte din limes, granița fortificată a Imperiului roman, care străbătea aproape toată Europa până la Marea Neagră și ajungea și până în Asia Mică și Orientul Apropiat. Zidul lui Hadrian a fost apărat și de dacii auxiliari din cohorta romană Prima Aelia Dacorum. 
E o impresie greșită des întâlnită, aceea că Zidul lui Hadrian stabilește hotarul anglo-scoțian. Zidul se află, în totalitate, în Anglia și n-a fost nicicând hotar al acestei țări. Cu toate că se regăsește cu 1 km mai la miazăzi de hotarul cu Scoția, la apus de Bowness-on-Solway, înspre răsărit se întinde mult, pe 109 km.  
De-a lungul veacurilor, zidul a format granița între provincia romană Britannia (la sud) și ținuturile celtice slobode ale Caledoniei (la nord). Totuși, Britannia, la un moment dat, s-a extins mult înspre miazănoapte, până la Zidul lui Antoninus, ce-a fost ulterior înălțat. În plus, a se vorbi despre existența Angliei și a Scoției dinainte de veacul al IX-lea e anacronistic; națiunile astor țări nici n-au apărut în istorie, pe timpul stăpânirii romane.

## Nume din era romană
Zidul lui Hadrian a mai fost cunoscut în era romană ca vallum ("zid") și descoperirea cratiței din zona mlăștinoasă Staffordshire în 2003 a ajutat mult în analizarea numelui. Această cratiță, făcută dintr-un aliaj având la bază cuprul (trulla), din secolul al II-lea, are inscripționată mai multe nume de fortărețe romane de-a lungul sectorului apusean al zidului: Mais [Bowness-on-Solway], Coggabata [Drumburgh], Vxelodvnvm [Stanwix], Camboglanna [Castlesteads]. Pe urmă, e: rigore vali aeli draconis. Numele de familie al lui Hadrian e Aelius și, cel mai probabil, interpretarea inscripției e: Valli Aelii (genitivul) = "Zidul lui Hadrian", ceea ce-ar sugera că zidul avea același nume dat de contemporani. Cu toate acestea, altă posibilitate e că inscripția se referă la vreun om oarecare: Aelius Draco.  

#### Fortărețele:
Numele latinești și celto-romane ale tuturor fortărețelor Zidului lui Hadrian sunt cunoscute, grație documentului Notitia Dignitatum și a altor probe, cum ar fi inscripțiile:
- Segedunum (Wallsend)
- Pons Aelius (Newcastle upon Tyne)
- Condercum (Benwell Hill)
- Vindobala (Rudchester) [7]
- Hunnum (Halton Chesters) [7]
- Cilurnum (Chesters, cunoscut și ca Walwick Chesters) [7]
- Procolita (Carrowburgh)
- Vercovicium (Housesteads)
- Aesica (Great Chesters) [7]
- Magnis (Carvoran)
- Banna (Birdoswald)
- Camboglanna (Castlesteads)
- Uxelodunum (Stanwix. Mai e cunoscut ca Petriana)
- Aballava (Burgh-by-Sands)
- Coggabata (Drumburgh)
- Mais (Bowness-on-Solway)

Turnurile de pe zid includ:
- Turnul "Leahill"
- Turnul "Denton Hall"

Fortărețele de avanpost, de dincolo de zid, includ:
- Habitancum (Risingham)
- Bremenium (High Rochester) [7]
- Fanum Cocidi (Bewcastle) [la nord de Birdoswald]
- Ad Fines (Chew Green) [8]

Fortărețe de aprovizionare din spatele zidului includ:
- Alauna (Maryport)
- Arbeia (South Shields)
- Coria (Corbridge)
- Epiacum (Whitley Castle, în apropriere de Alston)
- Vindolanda (Little Chesters ori Chesterholm) [7]
- Vindomora (Ebchester) [7]

## Galerie

Traseul Zidului lui Hadrian (în maro) în nordul Angliei. Harta de fundal arată comitatele moderne și zonele urbane. Proiecție echirectangulară a hărții, cu ajutorul datelor "WGS 84", întinsă de la miazănoapte la miazăzi cu 170%. Vest: 3°65' V, est: 1°25' V, nord: 55°4'N, sud: 54°6'N.
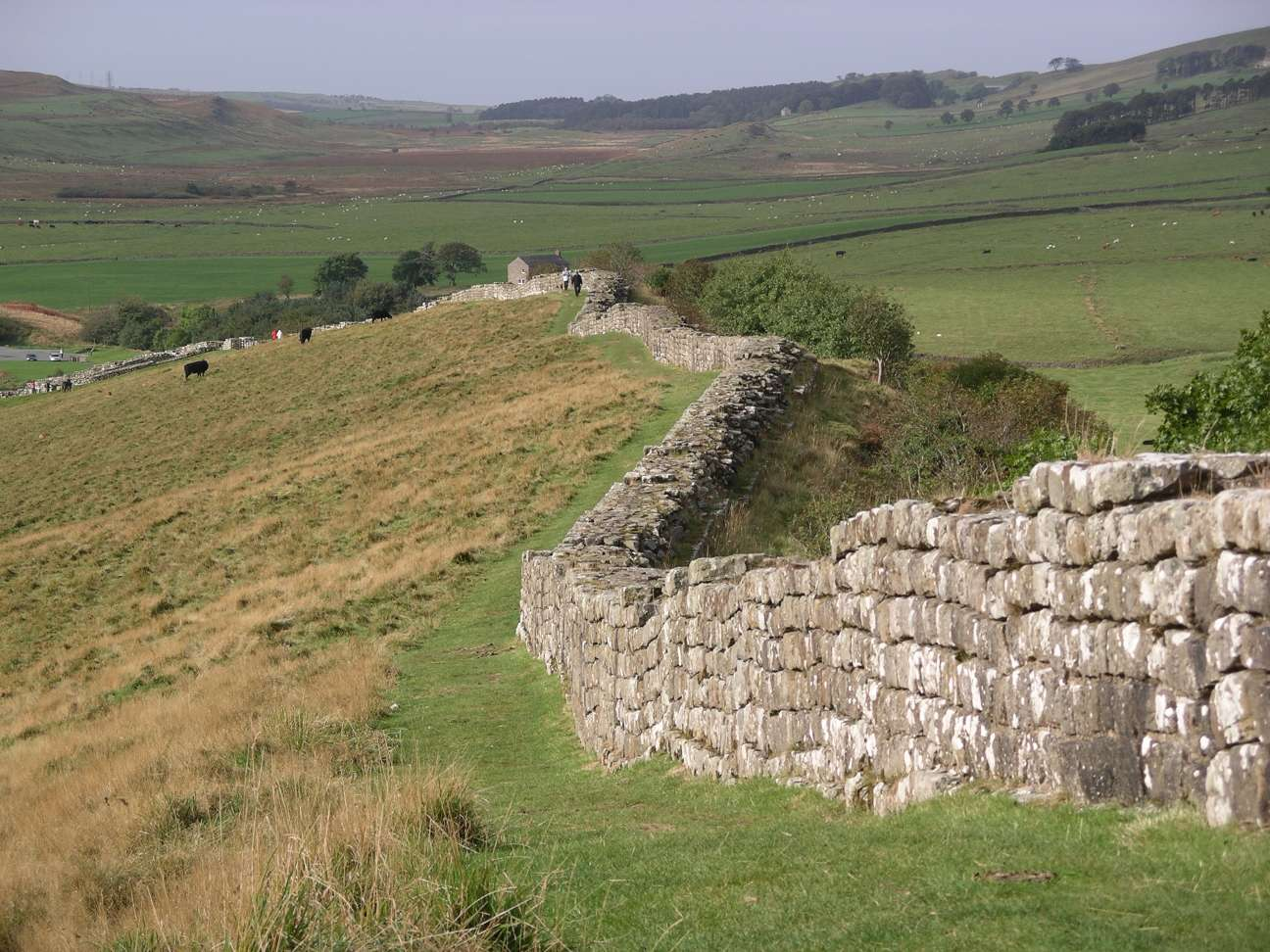
Zidul lui Hadrian chiar la răsărit de cariera "Cawfields", din Northumberland (octombrie 2005).
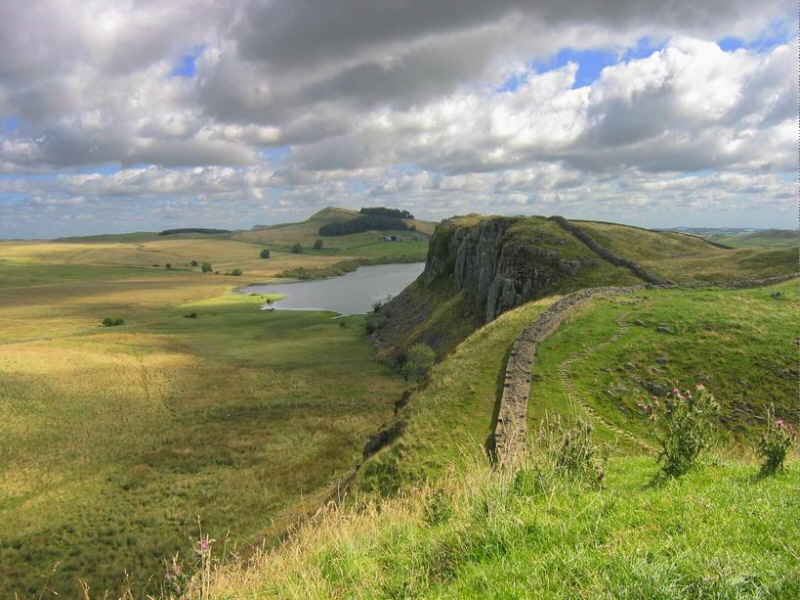
Zidul lui Hadrian dintre Housesteads și Once Brewed.
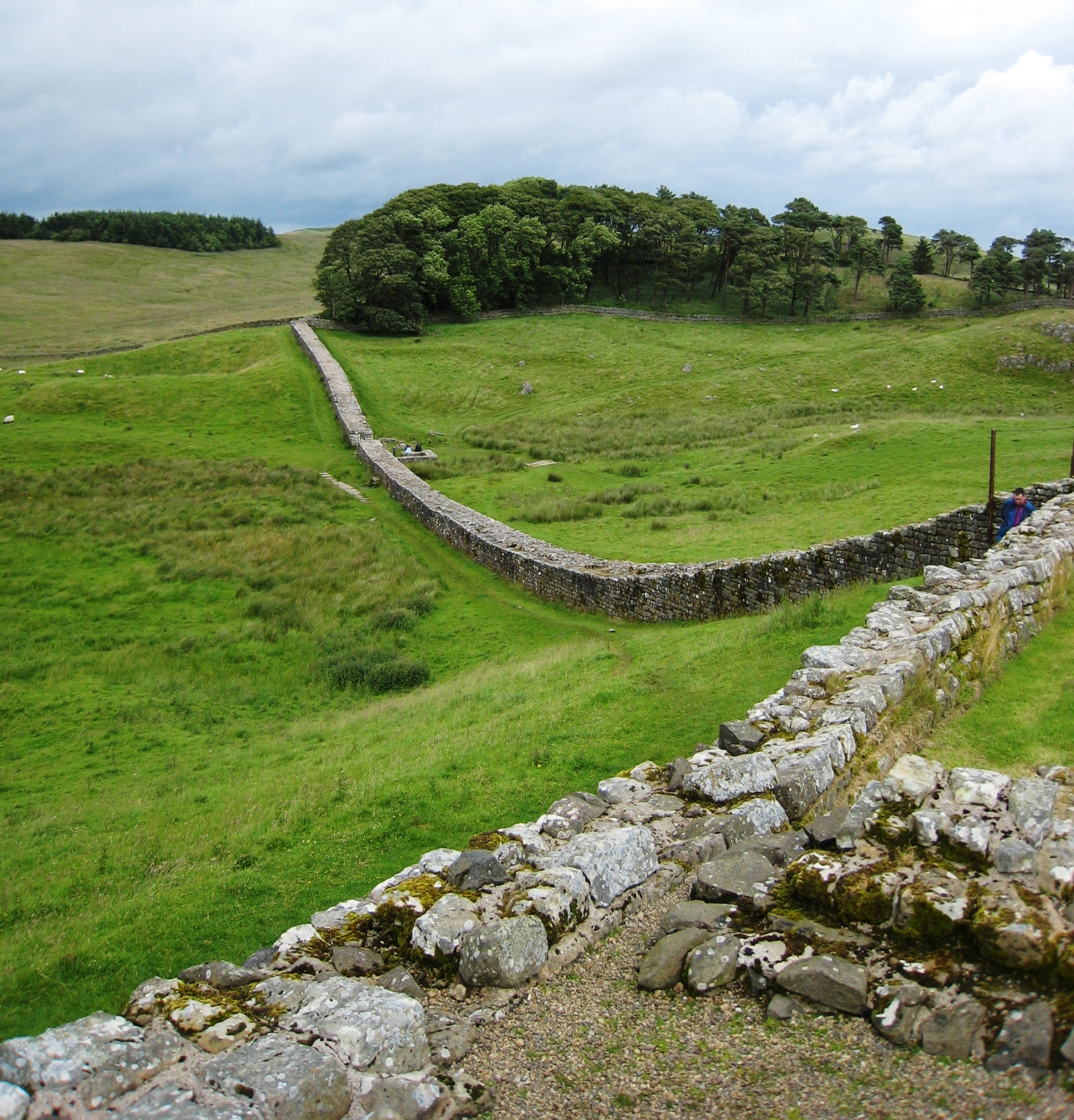
O porțiune a Zidului lui Hadrian văzut dinspre Vercovicium, lângă Housesteads, în Northumberland (anul 2007 d.Hr.).
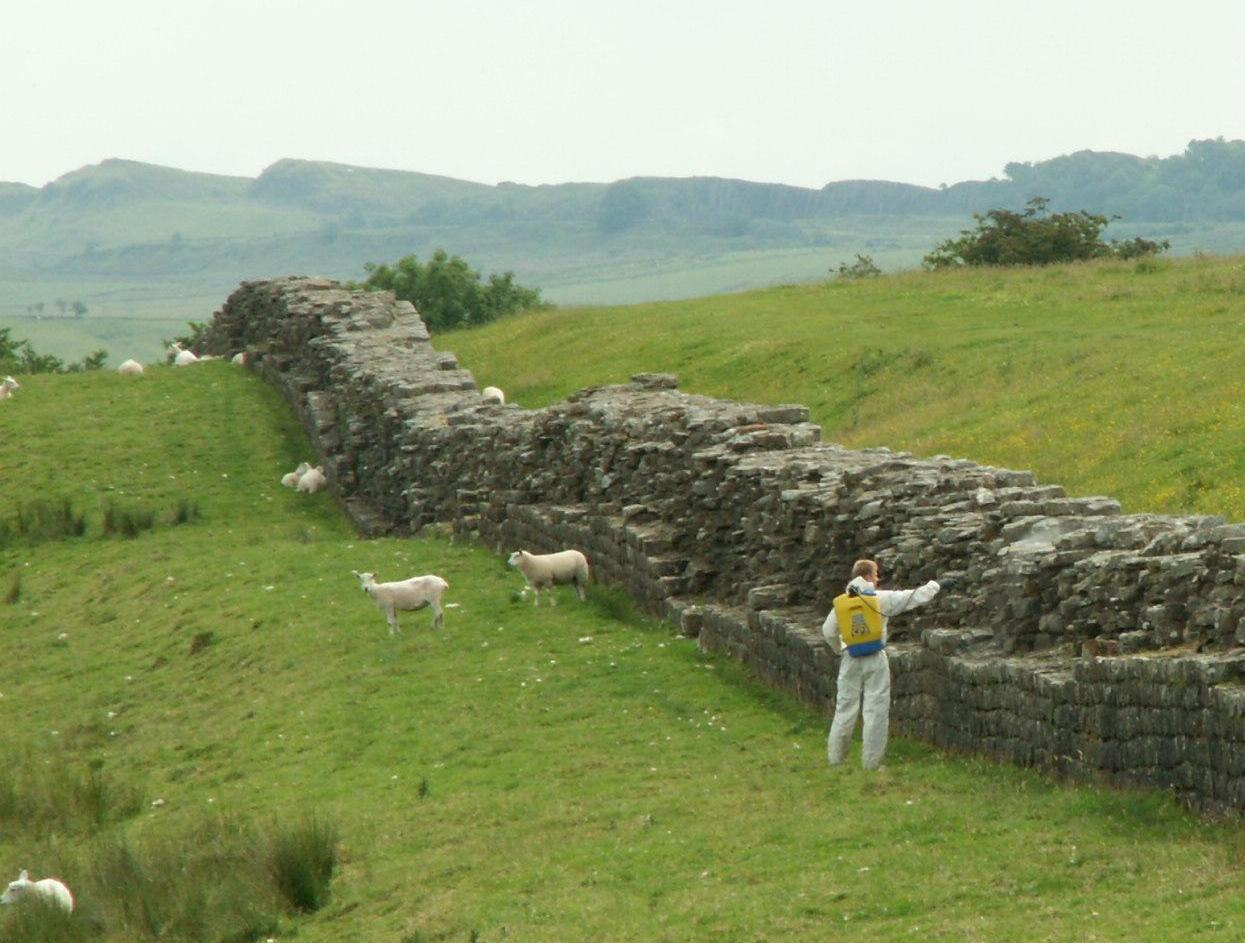
Zidul lui Hadrian lângă Fortăreața Birdoswald. Bărbat cu erbicid, dorind prevenirea degradării biologice a bolovanilor.
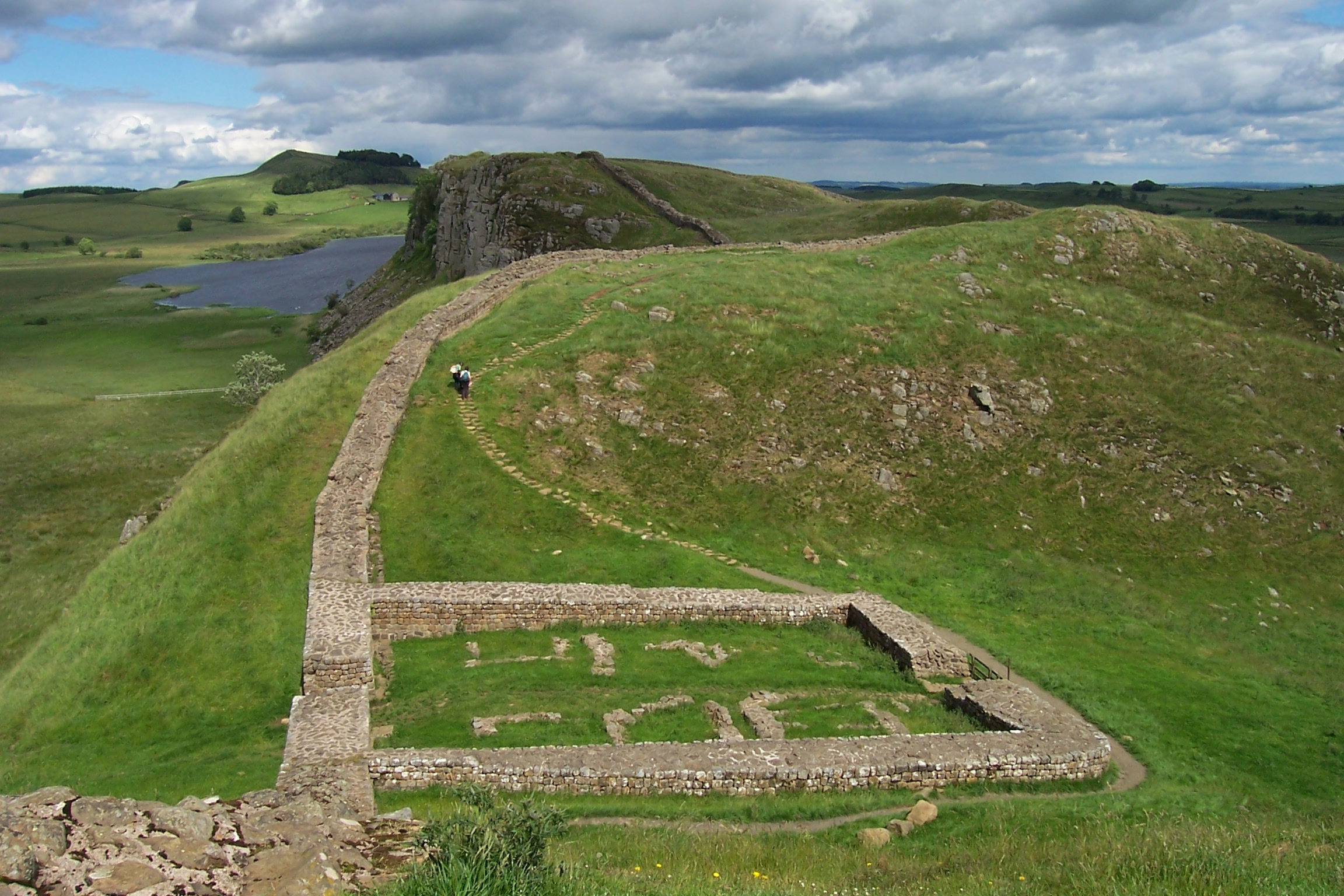
Rămășițele de la Milecastle 39 (coordonatele: 55°0' 13.12" N, 2°22'32.74" V) de la Zidul lui Hadrian; lângă Steel Rigg, privind spre est de pe o creastă, de-a lungul Făgașului Zidului lui Hadrian. Milecastle 39 este cunoscut și sub numele de "Castle Nick".
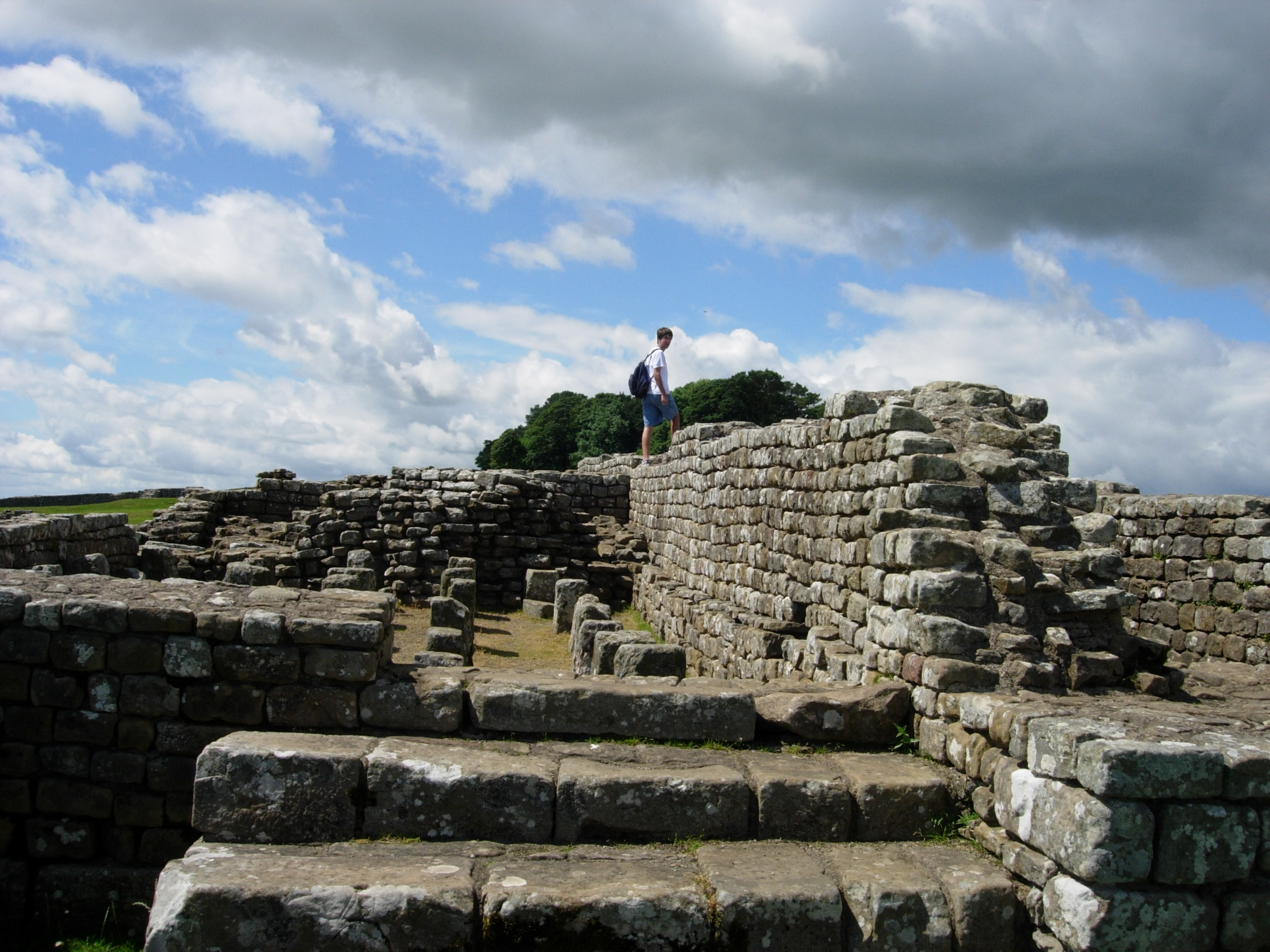
Grânar la fortul roman "Housesteads" de la Zidul lui Hadrian (Anglia).
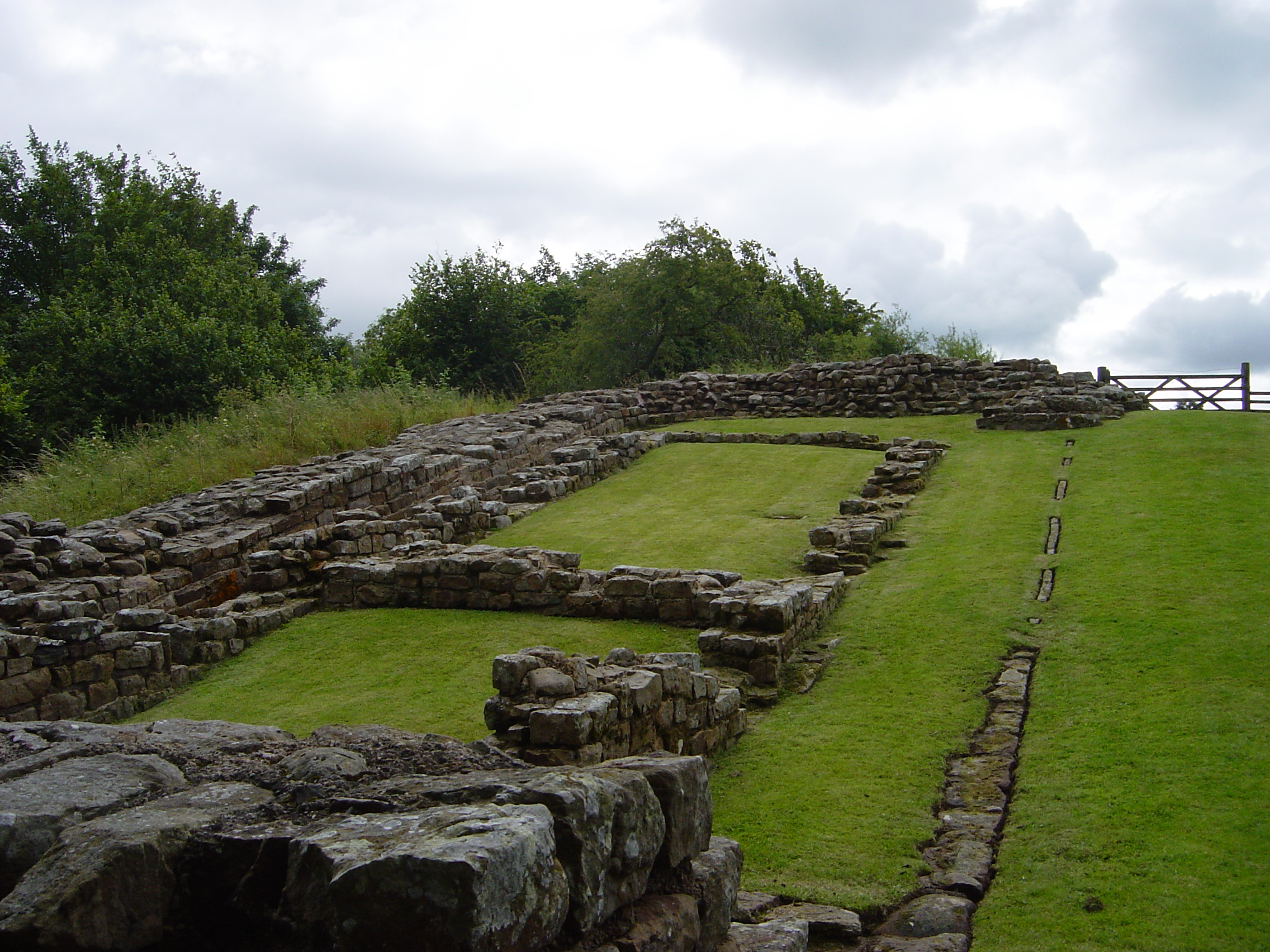
Fotografie făcută de Simon Mills pe 10 august 2005.
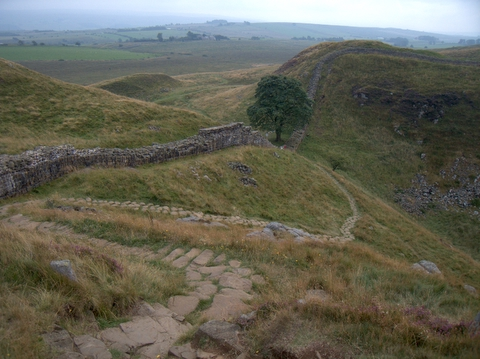
Arborele "Robin Hood" sau Spărtura Sicomorului, la Zidul lui Hadrian (Regatul Unit).
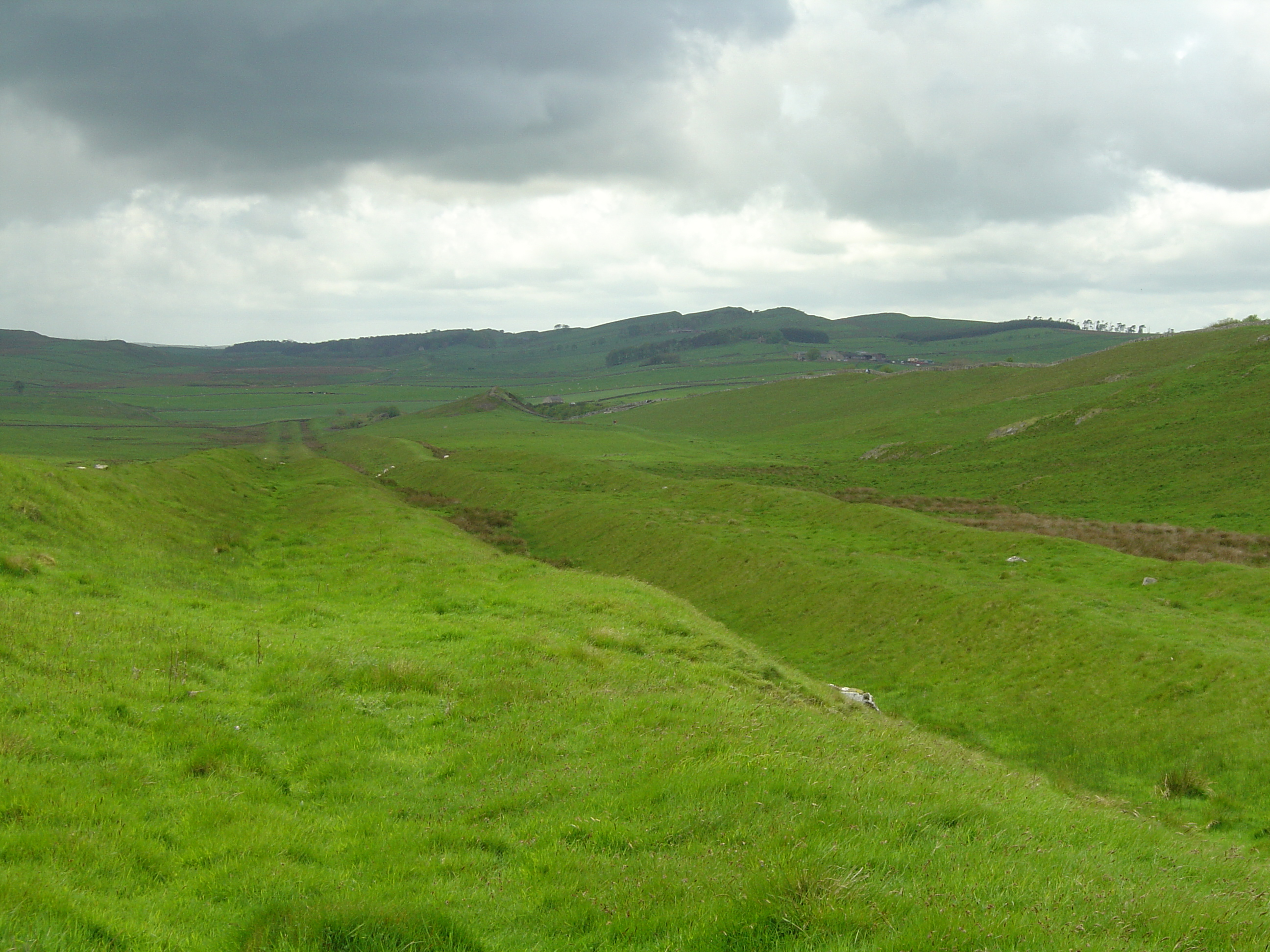
Șanț cvazidispărut al Zidului lui Hadrian